# 16 luglio
Il 16 luglio è il 197º giorno del calendario gregoriano (il 198º negli anni bisestili). Mancano 168 giorni alla fine dell'anno.

## Eventi
- 622 – Il profeta Maometto effettua l'Egira, dando così inizio al calendario islamico
- 986 – Battaglia dello Spercheo fra l'Impero bizantino e l'Impero bulgaro
- 1054 – Grande Scisma fra la Chiesa romana occidentale e la Chiesa romana orientale
- 1212 – Reconquista: vittoria decisiva della coalizione cristiana contro gli Almohadi nella battaglia di Las Navas de Tolosa
- 1228 – Papa Gregorio IX canonizza Francesco d'Assisi
- 1661 – La banca centrale svedese Stockholm Banco emette le prime banconote
- 1683 – Le forze navali della dinastia Qing sotto il comando dell'ammiraglio Shi Lang sconfigge il Regno di Tungning nella battaglia di Penghu presso le isole Pescadores
- 1717 – Inizia l'Assedio di Belgrado durante la guerra austro-turca
- 1779 – Guerra d'indipendenza americana: le forze degli Stati Uniti d'America, guidate dal generale Anthony Wayne, strappano Stony Point (New York) alle truppe britanniche
- 1782 – Prima esecuzione dell'opera di Mozart Il ratto dal serraglio
- 1783 – Vengono annunciate concessioni di terre in Canada per i lealisti statunitensi
- 1790 – La firma del Residence Act stabilisce un luogo lungo il fiume Potomac come Distretto di Columbia sede del governo federale degli Stati Uniti d'America, sancendo formalmente la fondazione della città di Washington
- 1846 – Papa Pio IX, un mese dopo la sua elezione, concede l'amnistia per i reati politici, atto che gli procura le simpatie di tutti i liberali italiani e dà nuovo impulso al movimento unitario della penisola
- 1862 – David G. Farragut diventa il primo contrammiraglio della Marina Militare Statunitense
- 1880 – La dottoressa Emily Stowe diventa la prima donna a poter esercitare la professione medica in Canada
- 1914 – Olocausto ellenico: secondo il console dell'Impero tedesco Kuchhoff, «l'intera popolazione greca di Sinope e della regione costiera di Kastanome è stata esiliata»; esilio e sterminio coincideranno, perché coloro che scamperanno all'uccisione moriranno di fame e malattie
- 1922 – Il Vado vince la prima Coppa Italia di calcio
- 1931 – L'imperatore d'Etiopia Hailé Selassié firma la prima costituzione dell'Etiopia
- 1942 – Olocausto: su ordine del governo della Francia di Vichy, guidato da Pierre Laval, agenti della polizia francese rastrellano dai 13000 ai 20000 ebrei e li imprigionano nel Velodromo d'inverno
- 1943
  - Sbarco in Sicilia: la portaerei HMS Indomitable viene silurata, gravemente danneggiata e costretta a riparare a Malta da un S.M.79 pilotato dal capitano Carlo Capelli e dal tenente Ennio Caselli; la stessa notte, l’incrociatore HMS Cleopatra viene danneggiato gravemente da un siluro lanciato dal sommergibile Alagi
  - Sbarco in Sicilia: dopo una settimana di aspri combattimenti tra le forze italiane e quelle statunitensi, cade la città di Agrigento
- 1944 – La squadra di calcio dei Vigili del Fuoco della Spezia, all'Arena di Milano, batte per 2-1 il Grande Torino, aggiudicandosi lo Scudetto di Guerra dell'Alta Italia
- 1945 – Progetto Manhattan: gli Stati Uniti d'America fanno esplodere nel deserto del Nuovo Messico la prima bomba atomica
- 1950
  - A Rio de Janeiro l'Uruguay si laurea per la seconda volta campione del mondo di calcio, battendo clamorosamente per 2-1, nella gara decisiva del girone finale, il Brasile padrone di casa, in quello che verrà ricordato come il "Maracanazo"
  - Massacro di Tunam, durante la guerra di Corea trenta soldati statunitensi prigionieri di guerra vengono trucidati dall'Esercito popolare di Corea
- 1951
  - Viene pubblicato il romanzo Il giovane Holden di J. D. Salinger
  - Re Leopoldo III del Belgio abdica a favore del figlio Baldovino
- 1957 – Il maggiore dei Marines John Glenn fa volare un jet supersonico F8U dalla California a New York in 3 ore, 23 minuti e 8 secondi
- 1965 – Viene inaugurato il Traforo del Monte Bianco alla presenza di Giuseppe Saragat e Charles de Gaulle, presidenti rispettivamente di Italia e Francia
- 1969 – Programma Apollo: parte l'Apollo 11, che porterà l'uomo sulla Luna
- 1973
  - Scandalo Watergate: l'ex-aiutante della Casa Bianca Alexander P. Butterfield informa il comitato del Senato statunitense, che investiga sullo scandalo, che il presidente Richard Nixon ha registrato in segreto conversazioni potenzialmente incriminanti
  - Yōichi Kotabe, Hayao Miyazaki, Junzō Nakajima e Isao Takahata iniziano il loro location hunting (studio del luogo e ricerca di scenografie[1]) visitando Francoforte sul Meno, Zurigo e Maienfeld in preparazione della serie animata televisiva Heidi[2]
- 1979 – Iraq: il presidente Ahmed Hasan al-Bakr si dimette, lasciando il posto a Saddam Hussein
- 1981 – Mahathir Mohamad ha giurato come quarto primo ministro della Malesia.
- 1988 – Esce nei cinema giapponesi Akira di Katsuhiro Ōtomo, ampiamente considerato fra i migliori film animati mai realizzati[3]
- 1990 – Nelle Filippine un terremoto del grado 7,7 della scala Richter uccide più di 1600 persone
- 1994 – I frammenti della cometa Shoemaker-Levy 9 colpiscono Giove
- 1999 – Al largo della costa di Martha's Vineyard, un jet privato pilotato da John Fitzgerald Kennedy Jr. precipita in mare: assieme a Kennedy viaggiavano la moglie Carolyn e la sorella di lei Lauren, tutti e tre periscono nell'incidente
- 2004 – Inaugurazione del Millennium Park a Chicago
- 2019 – La politica tedesca Ursula von der Leyen viene eletta Presidente della Commissione europea con il 52% dei voti favorevoli

## Nati
Ci sono circa 1 110 voci su persone nate il 16 luglio; vedi la pagina Nati il 16 luglio per un elenco descrittivo o la categoria Nati il 16 luglio per un indice alfabetico.

## Morti
Ci sono circa 500 voci su persone morte il 16 luglio; vedi la pagina Morti il 16 luglio per un elenco descrittivo o la categoria Morti il 16 luglio per un indice alfabetico.

## Feste e ricorrenze

### Civili
Nazionali:
- Botswana – Giorno del Presidente (2º giorno)

### Religiose
Cristianesimo:
- Madonna del Monte Carmelo
- Sant'Antioco martire
- Sant'Atenogene di Sebaste, corepiscopo e martire
- San Bartolomeo Fernandes des Martires
- Sant'Elerio di Jersey, eremita
- Santa Elvira di Ohren, badessa
- San Giustiniano di Limoges, venerato a Limoges
- Santa Maria Maddalena Postel, religiosa
- Santi Lang Yangzhi e Paolo Lang Fu, martiri cinesi
- Santi Monolfo e Gondolfo, vescovi
- Santi Reinilde di Saints, Grimoaldo e Gondolfo, martiri
- San Sisenando di Cordova, martire
- Santa Teresa Zhang Hezhi, martire
- San Valentino di Treviri, vescovo e martire
- San Vitaliano da Capua, vescovo
- San Vitaliano di Osimo, vescovo
- Beato Claude Beguignot, certosino, martire
- Beati Giovanni Sugar e Roberto Grissold, martiri
- Beate Ermengarda, badessa
- Beata Maddalena del Santo Sacramento (Maddalena Francesca de Justamond), vergine e martire
- Beato Simone da Costa, gesuita, martire
- Beate Amata di Gesù (Maria Rosa de Gordon) e 6 compagne, martiri

Religione romana antica e moderna:
- Ludi Francici, secondo giorno

Shintoismo:
- Mitama Matsuri, 4º giorno